# Karacaören, Kağızman
Karacaören là một xã thuộc huyện Kağızman, tỉnh Kars, Thổ Nhĩ Kỳ. Dân số thời điểm năm 2010 là 147 người.